# AGM-65小牛飛彈
AGM-65“小牛”（英語：AGM-65 Maverick），是美国研制的一种為近距離空中支援而开发的空對地戰術飛彈（AGM），取代了AGM-12飛彈，小牛飛彈家族是西方國家量產時間最久的精確導引武器。它能有效地打擊各種戰術目標，包括戰車、混凝土工事、機庫、砲兵陣地、地面飛機、防空設備、艦艇、地面運輸部隊及燃料儲存設施等。

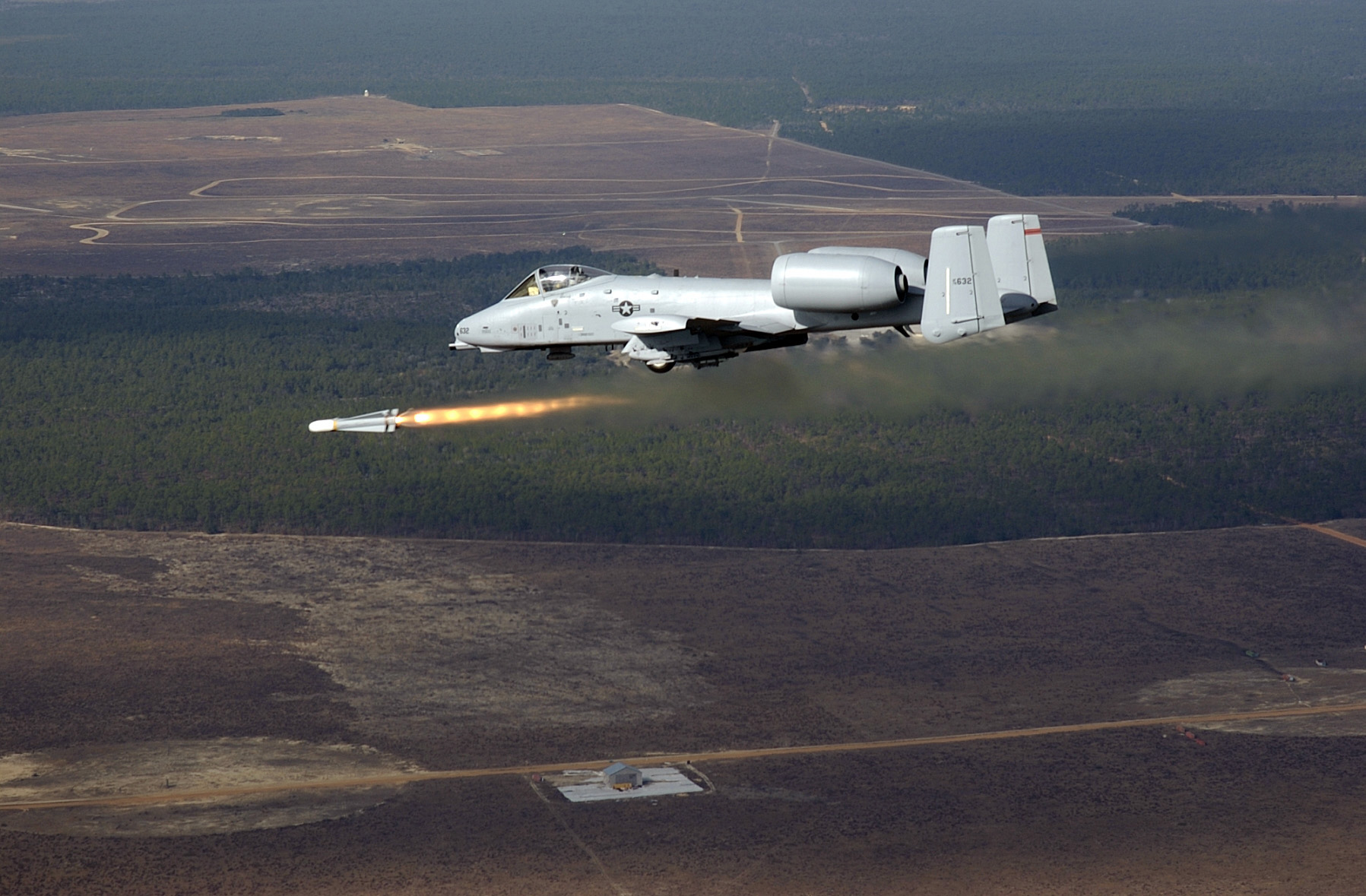
美國空軍A-10雷霆二式攻擊機發射AGM-65小牛飛彈

## 發展背景
美國空軍在1965年尋求AGM-12飛彈的替換品，該型飛彈是當時美軍戰機的主力對地精準打擊武器，使用無線電指揮導引，飛行員在發射飛彈後必須繼續朝目標飛去直到飛彈擊中目標，無法進行迴避機動，使飛官暴露在較高的被擊墜風險下。且AGM-12的彈頭對車輛目標或是掩體雖然綽綽有餘，但是對建築物的破壞力則不夠，越戰期間美軍炸射頷龍橋的經驗顯示了這個缺陷。空軍最初是以AGM-12的技術進行改良，研發AGM-83、AGM-79、AGM-80等型號飛彈，但最終皆不成功。AGM-12的另一個用戶美國海軍則是在1962年意識到這問題，它們的解決方案是AGM-62鼓眼魚雷射導引炸彈。
美國空軍方面，在1966年至1968年間由休斯飛機公司與洛克威爾公司競爭，研發射後不理的對地飛彈，兩間公司都在1966年取得300萬美元的研發合約進行初步設計工程。到1968年，休斯飛機獲選為這個計畫的勝利者，獲得9,500萬美金的合約開發新型飛彈，合約並提供了採購選擇權，可以要求美軍採購17,000枚飛彈。1969年9月18日，由F-4戰鬥機掛載AGM-65進行首次無導引實彈測試，同年12月18日完成首次有導引之全功能實彈射擊。
1971年7月，美國空軍簽訂首批採購合約，以6,990萬美金採購2,000枚飛彈，飛彈從1972年開始交貨。隨後休斯公司要求美軍履行採購權合約，至1975年時已經有17,000枚AGM-65A飛彈交付美軍。

## 設計
休斯公司設計AGM-65時導入了它們熟悉的氣動結構：長翼弦三角翼結合圓柱形彈體，類似的設計在AIM-4與AIM-54也有運用。此外小牛飛彈硬體採納了模組化架構設計，可以讓不同尋標器、戰鬥部匹配在相同的固體燃料火箭發動機彈體上；不同型的AGM-65具有不同的導引系統，包括光電、激光、红外线、感光耦合元件、極高頻導引等。
小牛飛彈最初得以實踐射後不理技術的能力是電視影像導引，飛彈的尋標器是一組可以轉動，焦距200毫米的攝影機，飛彈在未離架前他會將影像傳遞至駕駛艙，飛行員鎖定目標射出後，飛彈電腦了會記憶影像，並會透過計算攝影機的俯仰角、飛彈的運動方向，將這些參數誤差補正讓飛彈得以準確地朝尋標器鎖定的物品飛去，其圓周率誤差最佳可達1.5公尺。不過光學尋標器被很容易被不良天候干擾，因此後來以不同的元件給替換，但基本原理並無變化。
AGM-65亦有兩類彈頭，一種重57公斤、於頭部有接觸引信，另一種彈頭較重為136公斤、配備延遲引信，後者增加的動能穿透目標后再引爆；後者對大型、堅固的目標最為有效。

## 載具

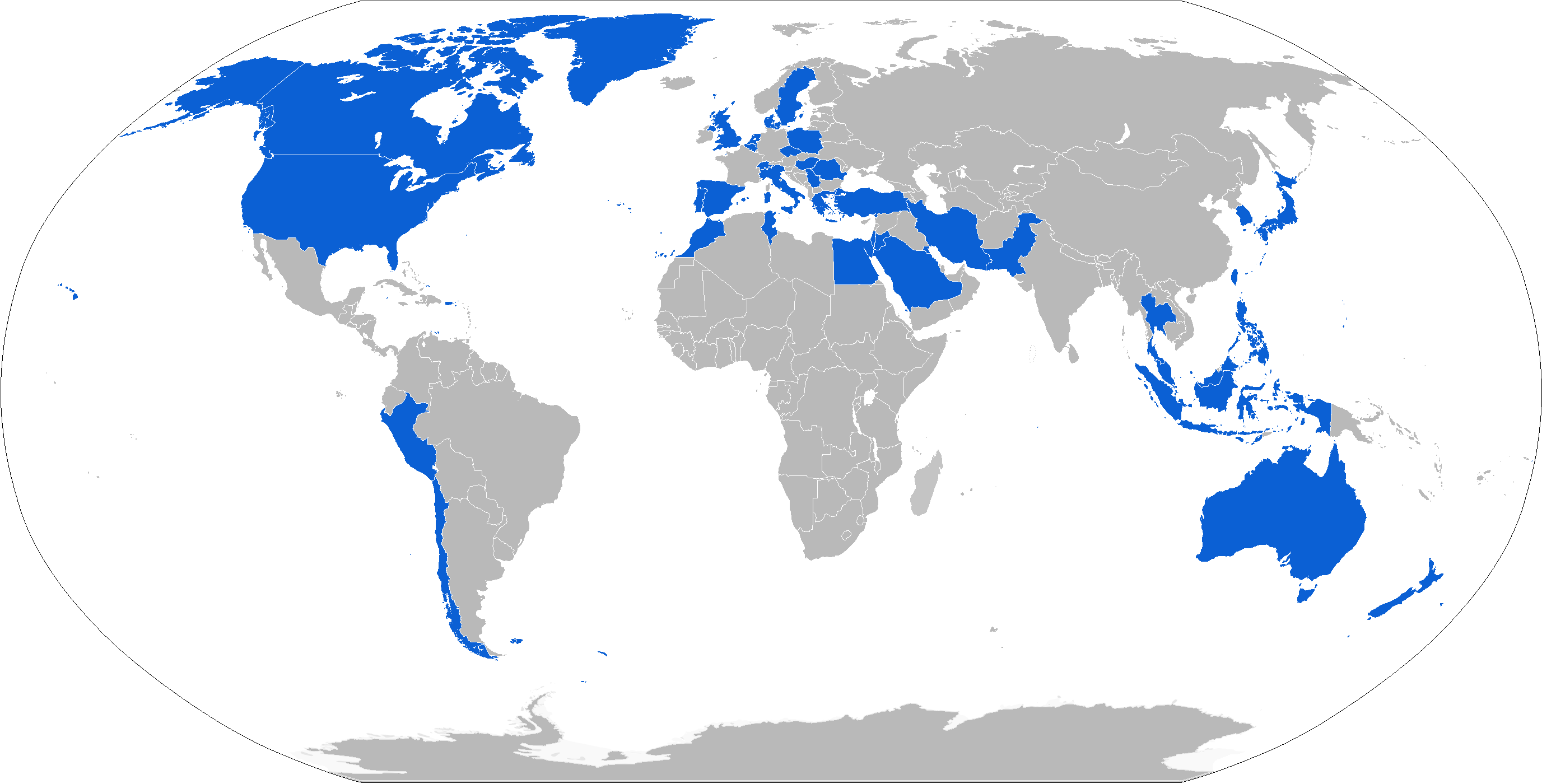
世界地圖上塗藍者為AGM-65的操作國

大部份美軍戰鬥機、攻擊機，甚至是巡邏機都有掛載小牛飛彈的能力，但後續型號使用較高精度的瞄準硬體，如紅外線攝影機、雷射標定器等，並非所有機種都有內建，因此在配備此武器時也可以藉由外掛導引莢艙的做法增加武裝配備彈性，以下是一些例子：
- F-4幽靈II戰鬥機
- F-5E/F虎式C構型戰鬥機
- A-6入侵者式攻击机
- A-7海盜二式攻擊機
- F-15E打擊鷹式戰鬥轟炸機
- F-16戰隼戰鬥機
- F/A-18E/F超級大黃蜂式打擊戰鬥機
- JAS 39獅鷲戰鬥機
- 貝爾AH-1超級眼鏡攻擊直昇機
- A-10雷霆二式攻擊機
- AV-8B鷂II攻擊機
- P-3C獵戶座海上巡邏機
- P-1海上巡邏機

## 實戰紀錄
越戰
第一批小牛飛彈在1972年交付，趕上了越戰最後時刻，在1972年8月30日開始執行任務，第一批被核可操作的機種有F-4D／E與A-7海盜二式攻擊機。越戰中共發射了18枚小牛飛彈，13枚命中目標。
贖罪日戰爭
以色列得到小牛飛彈是在1973年10月贖罪日戰爭期間美國實施的五分錢救援行動之後，由於中東的大氣條件適合光學導引尋標器操作，因此在該場作戰中小牛飛彈締造了80%命中率，有效打擊了埃及機械化部隊。
兩伊戰爭
伊朗持有的美製戰機在伊朗革命後勤斷援後仍勉強運作，且發揮了極大的效果，1975年6月一隊F-4E發射了12發小牛飛彈，摧毀了一個連的伊拉克戰車。伊朗空軍的F-4也曾使用過小牛飛彈攻擊伊拉克海軍飛彈快艇和伊拉克地面部隊，由於F-4因料件問題妥善率不足，伊朗改造讓AH-1J海眼鏡蛇直升機可以發射小牛飛彈，並獲得了可觀的戰果；由於伊朗和美國交惡致使美方中斷後勤支援，雖然在伊朗門事件中伊朗方得到少量的美規原廠零件，但後來兩伊戰爭停火後即無法繼續運作，伊朗方面則決定複製各種美製武器維持戰力，現今伊朗方面服役中的小牛飛彈多為1990年代後的仿製版，而伊朗的空對地飛彈主要使用來自中俄兩國的製品。
波灣戰爭
美軍在1991年的波灣戰爭陸地攻勢發動前，對伊拉克發動近2個月的空中掃蕩任務；據統計在該段時間美軍至少使用小牛飛彈執行5000次對地面裝甲目標攻擊任務，運用型號為紅外線影像導引之AGM-65D，美國空軍統計認為小牛飛彈的命中率有80%以上，但美國海軍陸戰隊則認為只有60%。在2003年的伊拉克作戰行動中美軍共發射918枚小牛飛彈。

## 軼事
1986年上映的空战电影《捍衛戰士》中由汤姆·克鲁斯饰演的男主角彼得·米契尔上尉，在剧中外号Maverick，台湾最初院线上映译为“小孤牛”。该片在2022年推出续集，片名次标题亦为Maverick。

## 流行文化
科洛弗檔案